# Michael Sandstød
Michael Sandstød (* 23. Juni 1968 in Kopenhagen) ist ein ehemaliger dänischer Radrennfahrer.
Michael Sandstød war einer der stärksten und vielseitigsten dänischen Rennfahrer in den 1990er und Anfang der 2000er Jahre, erfolgreich auf Bahn und Straße. Er wurde allein 24-mal Dänischer Meister in verschiedenen Disziplinen, auf der Bahn in der Einerverfolgung, der Mannschaftsverfolgung, im Punktefahren sowie im Zweier-Mannschaftsfahren, im Straßenrennen sowie im Einzelzeitfahren auf der Straße.
International waren seine größten Erfolge auf der Bahn eine Bronzemedaille bei den Olympischen Spielen 1992 in Barcelona in der Mannschaftsverfolgung (mit Ken Frost, Jimmi Madsen, Jan Bo Petersen und Klaus Kynde Nielsen) sowie der Titel eines Vize-Weltmeisters bei der Bahn-WM 1996 in Manchester. Er startete auch bei 28 Sechstagerennen und wurde 1996 Dritter sowie 1999 Zweiter in Grenoble (beide Male mit Jakob Piil) und Dritter 1996 in Herning (mit Danny Clark).
1999 gewann Michael Sandstød die Vier Tage von Dünkirchen sowie 2000 und 2002 die Tour de Picardie. Zweimal, 2000 und 2002, nahm er auch an der Tour de France teil. Bei seiner ersten Teilnahme im Jahre 2000 konnte er auf der 5. Etappe den zweiten Platz hinter Jaan Kirsipuu belegen.